# 高蘭孫
高蘭孫（1789年8月22日—？年），字奕光，號秋谷，直隸河間府任邱縣人，嘉慶二十一年（1816年）丙子科舉人。

## 生平
道光三年（1823年）署峨嵋縣知縣；道光五年（1825年）署隆昌縣知縣，同年署成都水利同知；署金堂縣知縣；道光六年（1826年）九月署什邡縣知縣；道光八年（1828年）任鄰水縣知縣；道光十年九月補汶川縣知縣。